# ペトラ・マルティッチ
ペトラ・マルティッチ（Petra Martić, 1991年1月19日 - ）は、クロアチア・スプリト出身の女子プロテニス選手。これまでにWTAツアーでシングルス1勝を挙げている。自己最高ランキングはシングルス14位、ダブルス53位。身長181cm、体重63kg。右利き、バックハンド・ストロークは両手打ち。

## 来歴

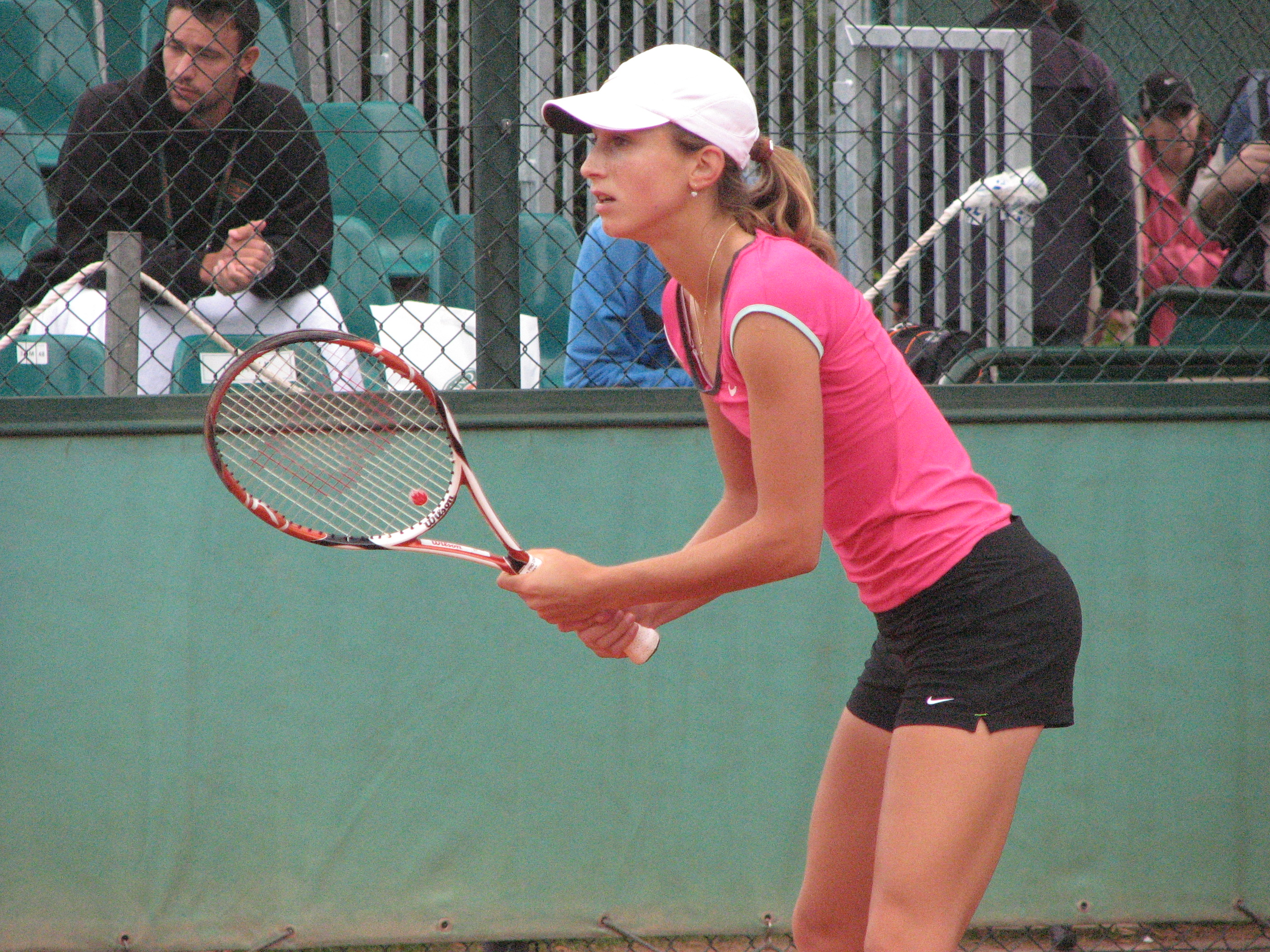
2009年全仏オープンにて

マルティッチは5歳でテニスを始め、2003年にプロに転向。4大大会では2009年全仏オープンで予選を勝ち上がり初出場し初戦を突破した。
2012年パリ大会のダブルスでアンナ＝レナ・グローネフェルトと組み初めてのツアー決勝に進出し準優勝した。3月のクアラルンプール大会では初めてシングルスの決勝に進出したが謝淑薇との決勝を途中棄権した。
4大大会では2012年全仏オープンの2回戦で第8シードのマリオン・バルトリを 6–2, 3–6, 6–3 、3回戦で第28シードのアナベル・メディナ・ガリゲスを 6–2, 6–1 で破り4回戦に進出した。4回戦では第10シードのアンゲリク・ケルバーに 3–6, 5–7 で敗れた。
2013年以降は故障により成績が低迷していたが、2017年全仏オープンと2017年ウィンブルドン選手権で予選から勝ち上がり4回戦に進出した。
2019年4月のイスタンブール大会の決勝でマルケタ・ボンドロウソバを 1–6, 6–4, 6–1 で優勝し初のWTAタイトルを獲得した。全仏オープンでは第31シードから3回戦で第2シードのカロリナ・プリスコバを 6–3, 6–4 、4回戦でカイア・カネピを 5–7, 6–2, 6–4 で破り4大大会で初のベスト8に進出した。準々決勝ではマルケタ・ボンドロウソバに 6–7, 5–7 で敗れた。ウィンブルドンも4回戦に進出し、大会後の2019年7月15日付のランキングで自己最高の20位となりトップ20入りを果たした。

## WTAツアー決勝進出結果

### シングルス: 3回 (1勝2敗)
| 大会グレード                  |
| ----------------------------- |
| グランドスラム (0–0)          |
| WTAファイナルズ (0–0)         |
| プレミア・マンダトリー (0–0)  |
| プレミア5 (0-0)               |
| WTAエリート・トロフィー (0-0) |
| プレミア (0–0)                |
| インターナショナル (1–2)      |

| 結果   | No. | 決勝日        | 大会             | サーフェス | 対戦相手                 | スコア                 |
| ------ | --- | ------------- | ---------------- | ---------- | ------------------------ | ---------------------- |
| 準優勝 | 1.  | 2012年3月4日  | クアラルンプール | ハード     | 謝淑薇                   | 6–2, 5–7, 1–4 途中棄権 |
| 準優勝 | 2.  | 2018年7月22日 | ブカレスト       | クレー     | アナスタシヤ・セバストワ | 6–7(4), 2–6            |
| 優勝   | 1.  | 2019年4月28日 | イスタンブール   | クレー     | マルケタ・ボンドロウソバ | 1–6, 6–4, 6–1          |

### ダブルス: 4回 (0勝4敗)
| 結果   | No. | 決勝日        | 大会               | サーフェス    | パートナー                     | 対戦相手                                                  | スコア              |
| ------ | --- | ------------- | ------------------ | ------------- | ------------------------------ | --------------------------------------------------------- | ------------------- |
| 準優勝 | 1.  | 2012年2月12日 | パリ               | ハード (室内) | アンナ＝レナ・グローネフェルト | リーゼル・フーバー リサ・レイモンド                       | 6–7(3), 1–6         |
| 準優勝 | 2.  | 2012年6月17日 | バートガシュタイン | クレー        | アンナ＝レナ・グローネフェルト | ユリア・ゲルゲス ジル・クレイバス                         | 7–6(4), 4–6, [9–11] |
| 準優勝 | 3.  | 2013年4月28日 | マラケシュ         | クレー        | クリスティナ・ムラデノビッチ   | ティメア・バボシュ マンディ・ミネラ                       | 3–6, 1–6            |
| 準優勝 | 4.  | 2016年3月6日  | モンテレイ         | ハード        | マリア・サンチェス             | アナベル・メディナ・ガリゲス アランチャ・パラ・サントンハ | 6–4, 5–7, [7–10]    |

## 4大大会シングルス成績
略語の説明
| W | F | SF | QF | #R | RR | Q# | LQ | A | Z# | PO | G | S | B | NMS | P | NH |

W=優勝, F=準優勝, SF=ベスト4, QF=ベスト8, #R=#回戦敗退, RR=ラウンドロビン敗退, Q#=予選#回戦敗退, LQ=予選敗退, A=大会不参加, Z#=デビスカップ/BJKカップ地域ゾーン, PO=デビスカップ/BJKカッププレーオフ, G=オリンピック金メダル, S=オリンピック銀メダル, B=オリンピック銅メダル, NMS=マスターズシリーズから降格, P=開催延期, NH=開催なし.
| 大会           | 2008 | 2009 | 2010 | 2011 | 2012 | 2013 | 2014 | 2015 | 2016 | 2017 | 2018 | 2019 | 通算成績 |
| -------------- | ---- | ---- | ---- | ---- | ---- | ---- | ---- | ---- | ---- | ---- | ---- | ---- | -------- |
| 全豪オープン   | A    | LQ   | 1R   | 2R   | 1R   | 1R   | 1R   | 1R   | LQ   | A    | 4R   | 3R   | 6–8      |
| 全仏オープン   | A    | 2R   | 1R   | LQ   | 4R   | 1R   | 1R   | 1R   | LQ   | 4R   | 2R   | QF   | 12–9     |
| ウィンブルドン | A    | A    | 2R   | 2R   | 1R   | 3R   | 1R   | LQ   | LQ   | 4R   | 1R   | 4R   | 10–7     |
| 全米オープン   | LQ   | 2R   | 1R   | 2R   | 1R   | A    | LQ   | LQ   | A    | 1R   | 1R   |      | 2–6      |

※: 2010年ウィンブルドン2回戦の不戦敗は通算成績に含まない